# روبرتو اینگلزه
روبرتو اینگلزه (ایتالیایی: Roberto Inglese؛ زادهٔ ۱۲ نوامبر ۱۹۹۱) بازیکن فوتبال اهل ایتالیا است.
از باشگاه‌هایی که در آن بازی کرده است می‌توان به پسکارا، کیه‌وو، لومتزانه، کارپی، ناپولی و پارما اشاره کرد.

## حرفه باشگاهی

### پسکارا
دراوایل جوانی، اینگلزه برای تیم ذخیره زیر ۱۸ سال پسکارا B در لیگ برتی در فصل ۰۷–۲۰۰۶ بازی کرده بود. پس از آن تیم رزرو B با تیم رزرو A ادغام شد زیرا تیم اول پسکارا از سری B در فصل ۲۰۰۶–۰۷ سقوط کرد، بنابراین تیم ذخیره باشگاه دیگر واجد شرایط رقابت در لیگ ملی جوانان «پریماورا» نبود.
اینگلزه اولین بازی خود در تیم B را در اوایل فصل ۱۱–۲۰۱۰ سری B انجام داد.

## حرفه بین‌المللی
اینگلزه در اکتبر ۲۰۱۷ به تیم بزرگسالان ایتالیا برای مسابقات مقدماتی جام جهانی مقابل مقدونیه و آلبانی دعوت شد.